# Jean de Jullienne
Jean de Jullienne, né le 28 novembre 1686 à Paris où il est mort le 20 mars 1766, est un manufacturier et amateur d’art, mécène et collectionneur français, qui fut le protecteur d'Antoine Watteau.

## Biographie
François Jullienne, se retirant des affaires en 1729, laisse la direction des manufactures – dites royales – de teintures et de draps fins créées avec son beau-frère Jean Glucq à proximité de la Manufacture Royale des Gobelins, à leur neveu, Jean Jullienne, qu'ils avaient choisi et dont ils avaient assuré la formation. Celui-ci, fils d'un marchand de draps de la rue Saint Honoré — Claude Jullienne Francœur — obtint un brevet de compagnon le 6 avril 1712, sa maîtrise le 9 août 1719 après avoir pensé devenir peintre et graveur. Mais son condisciple Watteau, rencontré en même temps qu’Antoine Dieu et François Lemoyne à l'Académie du Louvre et à l'école de dessin des Gobelins l'aurait dissuadé de persévérer, alors que leur professeur François de Troy lui trouvait quelque aptitude.
Jean Jullienne donna une impulsion extraordinaire aux établissements de ses oncles réunis en 1721, qu'il fit connaître à l'étranger et dont il fit renouveler régulièrement les privilèges. En 1765, Duhamel du Monceau mentionne la visite de ses ateliers dans son traité L'Art de la draperie destiné à l'Académie des sciences. Travailleur infatigable, Jullienne devint immensément riche, son œil exercé depuis l'enfance et un goût très sûr, lui permirent de conseiller les plus grands amateurs de l'époque et la fréquentation des salons et des ventes publiques l'amena plus tard à se constituer une remarquable collection.
Dès 1717 et jusqu'en 1735, il achète près de 40 toiles – il n'en conservera que huit, dont L'Amour désarmé  et  Mezzetin – et rassemble environ 450 dessins d’Antoine Watteau, puis décide de les faire graver par 36 artistes afin de constituer un recueil d'estampes. Il confie cette tâche à son ami le comte de Caylus, à son parent Jean-Baptiste de Montullé (qui signe « M »), tandis que viennent contribuer Benoît Audran dit le vieux et son fils Benoît Audran le jeune, Cochin père, François Boucher alors âgé de 19 ans, Nicolas-Henri Tardieu, Pierre Aveline, Carl Van Loo, Nicolas de Larmessin, François-Bernard Lépicié, et bien d'autres. Il consacre alors une partie de sa fortune à diffuser l'œuvre de l'ami disparu prématurément en publiant en 1728 deux volumes de Figures des différents caractères de paysages et d’études dessinées d’après nature par Antoine Watteau, tirés des plus beaux cabinets de Paris (351 planches), dit le Cabinet de Jullienne, en préface desquels il rédige un Abrégé de la vie de Watteau. Puis en 1736, sont édités deux autres volumes des Œuvres des estampes gravées d'après les tableaux et dessins de feu Antoine Watteau (271 planches). Outre 17 planches, on lui doit 5 eaux-fortes d'après Restout conservées à la Bibliothèque nationale. 
Ses témoignages et indications seront d'autant plus précieux pour inventorier les multiples œuvres de Watteau que certaines furent perdues ou détruites à jamais; rarement datées et signées, elles furent néanmoins répertoriées grâce à ce laborieux travail de reproduction sur cuivre.
Le 22 septembre 1736, il est anobli par lettres patentes et fait chevalier de l'ordre de Saint-Michel. Le 31 décembre 1739, il fait don à l'Académie de peinture et sculpture des 4 volumes (les 2 derniers formant le désormais fameux Recueil Jullienne) et est nommé le même jour conseiller honoraire et amateur de la savante compagnie, prend séance le 9 janvier 1740. Il la comble de dons et en suit assidûment toutes les séances.
Watteau peint son tableau Rendez-vous de chasse lors d'un séjour dans sa maison de campagne d'Ivry revendue en 1739 pour acheter la propriété du peintre Noël Hallé à Passy qu'il cédera en 1757.

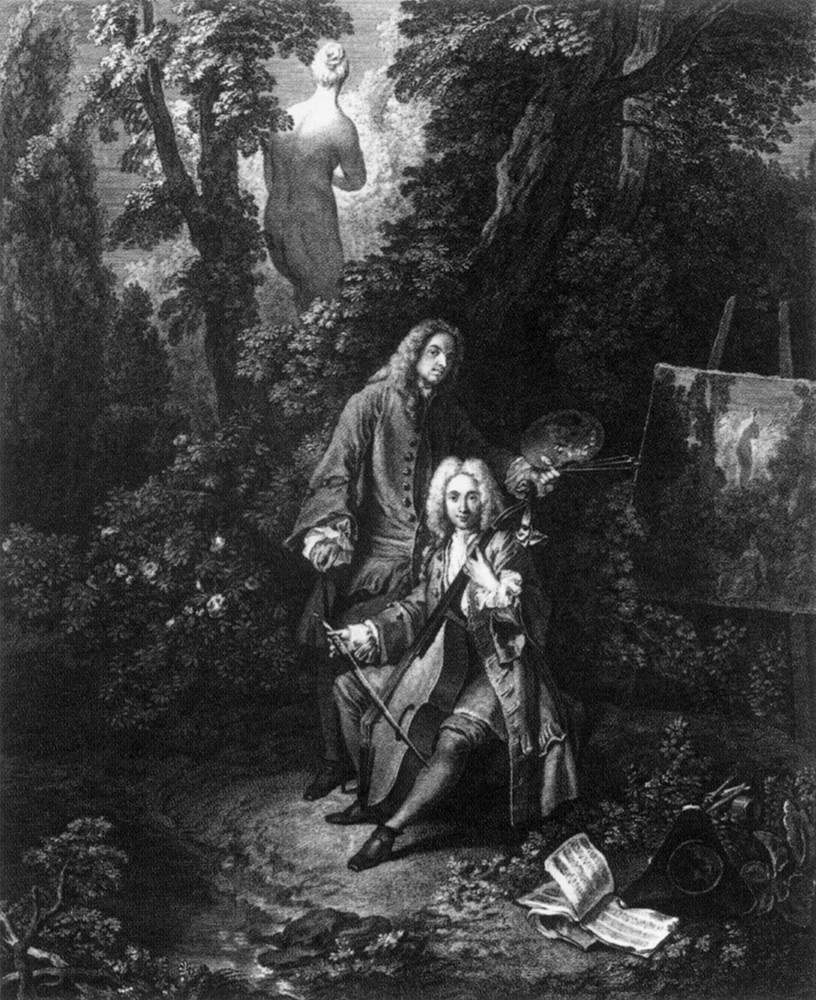
Watteau et son ami Monsieur de Jullienne, gravure de Tardieu, 1731.

Toute sa vie, il protégera des artistes (la mort de François Lemoyne l'avait profondément affecté) tels Pater, Nicolas Lancret, Alexis III Loir, Charles-Michel-Ange Challe, Simon Julien, la pastelliste Rosalba Carriera, Gabriel Briard, Antoine Boizot, Jean-François Clermont ainsi que beaucoup d'autres en leur offrant et en leur faisant passer des commandes; il les abrite parfois chez lui et s'attache à les faire connaître avec plus ou moins de succès.
Sa célèbre collection, exposée dans l'orangerie attenante à son hôtel de la rue de Bièvre, est en partie dispersée dans le grand Salon carré du Louvre à partir du 30 mars 1767 jusqu'à la fin juillet; c'est un évènement mondain qui rassemble aussi de nombreux commissionnaires venus de toute l'Europe. L'expert Pierre Rémy rédigea à cette occasion le Catalogue raisonné des tableaux, dessins et estampes, Claude-François Julliot le Catalogue des porcelaines et laques, comprenant à eux deux 1679 numéros. Ces catalogues de vente furent imprimés et publiés dès février 1767 par les soins de son neveu et successeur Jean-Baptiste-François de Montullé. Les premiers catalogues de vente avaient été introduits en 1733 par Edme-François Gersaint, également inventeur du « catalogue raisonné » dès 1736 (cf. la vente Quentin de Lorangère du 2 mars 1744).
Une seconde vente d'objets d’art, dont le catalogue est rédigé par J.B.P Lebrun, a lieu le 5 novembre 1778 et les jours suivants à l'hôtel d'Aligre, après la mort de son épouse, survenue le 13 mai précédent.
L'église Saint-Hippolyte – vendue comme bien national en 1793 et démolie au XIXe siècle – dont il était marguillier d'honneur, bénéficia de ses libéralités ainsi que les nombreux pauvres du faubourg Saint-Marcel qui suivirent son cercueil en pleurant avant l'inhumation au pied de l'autel de la chapelle Saint-Michel, le 21 mars 1766.
Dans la chapelle Sainte-Anne de l'église Saint-Médard, se trouve le tableau La religion invitant à ses saints mystères, qui fut commandé à Charles-Michel-Ange Challe par Jean de Jullienne. Il a fait exécuter par ailleurs une série de dix grandes peintures illustrant la vie de saint Hippolyte par Simon Julien ; le bas-côté droit de la cathédrale de Lyon accueille depuis 1962 Le Martyre de Saint-Hippolyte mais on ignore où se trouvent les autres[réf. nécessaire].
Jean de Jullienne rachète à son cousin germain Claude Glucq le « testament artistique » de Watteau, l'Enseigne de Gersaint, peint vers la fin de l'année 1720, où ils figureraient tous deux aux côtés de M. et Mme Gersaint. Il cède cette toile en 1744 à l'agent de Frédéric II de Prusse, le comte Rothenburg.

## Union et descendances
En juillet 1720, Jean Jullienne épouse Marie-Louise de Brécey de la Sémondière, née le 30 décembre 1697 à Brécey, fille de Martin de Brécey, sieur de la Sémondière et de Françoise Bourdin. Ils ont quatre enfants, Jean (1721-1722), François (1722-1754), Daniel (1723-1723) et Marie-Françoise (1727-1738) tous décédés avant eux.